# 카메로타
카메로타(이탈리아어: Camerota)는 이탈리아 캄파니아주 살레르노도에 위치한 코무네다.